# Marie Dølvik Markussen
Marie Dølvik Markussen (* 15. Februar 1997) ist eine norwegische Fußballspielerin. Sie steht seit 2022 bei Rosenborg Trondheim in der unter Vertrag.

## Karriere

### Vereinskarriere
Markussen spielte bereits im Alter von 15 Jahren für den norwegischen Drittligisten Stakkevollan IF und spielte auch in der Herren-Mannschaft des Vereins. Zur Saison 2014 wechselte sie in den Nachwuchs des Erstligisten Stabæk Fotball. Dort kam sie zudem bald in der Profimannschaft zum Einsatz und erzielte am 6. Juli 2014 gegen den Grand Bodø IK ihre ersten beiden Treffer in der Toppserien. Im Januar 2017 verließ sie ihre Heimat und wechselte zum deutschen Meister VfL Wolfsburg, im Austausch mit Synne Jensen. Markussen debütierte für die zweite Mannschaft des VfL Wolfsburg in der 2. Bundesliga am 3. September 2017 gegen die Zweitvertretung vom 1. FFC Turbine Potsdam. Zu einem Einsatz in der ersten Mannschaft von Wolfsburg kam es nicht und im November 2017 erfolgte die einvernehmliche Vertragsauflösung aus persönlichen Gründen.
Zur Spielzeit 2018 schloss sie sich Vålerenga Oslo an und unterschrieb einen Zweijahresvertrag. Bereits in der zweiten Saison mit ihrem neuen Verein konnte sie und ihre Mannschaft die Vizemeisterschaft hinter dem Lillestrøm SK Kvinner gewinnen. Zudem erreichte die Mannschaft im Norwegischen Fußballpokal das Finale und unterlagen dort deutlich mit 1:5 der Mannschaft von Lillestrøm SK Kvinner. In der darauffolgenden Saison 2020 konnte sich die Mannschaft um Marie Dølvik Markussen aufgrund der besseren Tordifferenz gegenüber Rosenborg Trondheim die norwegische Meisterschaft sichern. Es war in der Vereinshistorie von Vålerenga Oslo der erste Meistertitel. Wie im Vorjahr erreichte die Mannschaft zudem das Finale im Norwegischen Fußballpokal und es kam zur Neuauflage des Finals von 2019. In der Verlängerung sicherten Ajara Nchout und Marie Dølvik Markussen durch jeweils ein Tor der Mannschaft von Vålerenga den 2:0-Sieg über den LSK und damit den erstmaligen Gewinn des Norwegischen Fußballpokals für Vålerenga Oslo.
In der Saison 2021 erreichte Marie Dølvik Markussen mit ihrer Mannschaft zum dritten Mal in Folge das Finale des Norwegischen Fußballpokals. Dort traf man am 31. Oktober 2021 im Ullevaal-Stadion auf den IL Sandviken und verteidigte mit einem 2:1-Sieg den Titel. In der 14. Minute brachte Marie Dølvik Markussen dabei ihre Mannschaft mit 1:0 in Führung. Direkt nach dem Pokalsieg bestätigte sie ihren Wechsel von Vålerenga Oslo zu den Newcastle United Jets in die A-League Women. Ihr Liga-Debüt für den neuen Verein gab sie am 4. Dezember 2021 bei der 1:3-Niederlage gegen die Mannschaft von Sydney FC. In der 66. Minute wurde sie von Trainer Ashley Wilson eingewechselt. Ihr erstes Tor für den neuen Verein erzielte Marie Dølvik Markussen am 10. September 2021 beim 5:1-Sieg gegen Wellington Phoenix FC. Bei dem Spiel erzielte sie in der 55. Minute das zwischenzeitliche 2:0 und bereitete zwei weitere Tore vor. Die Saison 2021/22 beendete sie mit dem Team aus Newcastle auf den achten Platz, wodurch man klar die Playoff-Plätze verpasste.
Nach dem Ende der regulären Saison, welche nur vom 3. Dezember 2021 bis 10. März 2022 dauerte, kehrte Marie Dølvik Markussen nach Norwegen zurück und unterschrieb einen Vertrag bei Rosenborg Trondheim. Ihr Debüt für ihr neues Team gab sie am ersten Spieltag der Saison 2022 in der Toppserien beim 6:0-Sieg gegen Avaldsnes IL. Von Trainer Steinar Lein wurde sie in der 77. Minute für Synne Skinnes Hansen eingewechselt und bereite in der Folge das Tor zum Endstand vor. Nach nur zwei Einsätzen für Rosenborg Trondheim musste Marie Dølvik Markussen die Saison aufgrund einer Erkrankung, welche sie sich bei ihren Aufenthalt in Australien eingefangen hat, beenden.

### Nationalmannschaft

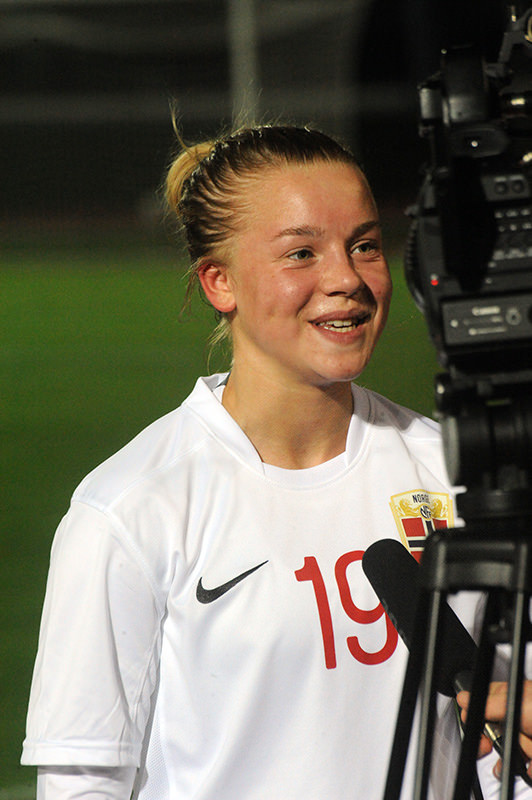
Dølvik Markussen nach ihrem Länderspieldebüt im Jahr 2015

Marie Dølvik Markussen durchlief ab dem Jahr 2011 sämtliche norwegische Juniorinnen-Nationalmannschaften. Am 4. März 2015 debütierte sie im Rahmen des Algarve-Cups 2015 gegen die Vereinigten Staaten in der norwegischen A-Nationalmannschaft. Bei der 1:2-Niederlage wurde sie von Nationaltrainer Even Pellerud in der 70. Minute für Emilie Bosshard Haavi eingewechselt. Im Verlauf des Algarve-Cups kam sie zudem bei dem 1:0-Sieg gegen Island, wo sie ihr Startelf-Debüt gab, und dem 2:2-Unentschieden gegen die Schweiz zum Einsatz. Von Nationaltrainer Martin Sjögren wurde Marie Dølvik Markussen am 28. März 2019 für zwei Freundschaftsspiele gegen Neuseeland nachnominiert, nachdem Ina Gausdal die Länderspielreise absagen musste. In dem offiziellen Testspiel am 9. April 2019 kam sie aber nicht zum Einsatz. Für die beiden WM-Qualifikationsspiele gegen Albanien am 25. und gegen Armenien am 30. Dezember sollte Marie Dølvik Markussen eigentlich nominiert werden. Aufgrund ihres Wechsels nach Australien entschied sie in Absprache mit dem Nationaltrainer Martin Sjögren, dass sie auf die weite Reise verzichtet. Für sie und die verletzte Caroline Graham Hansen wurde ihre ehemalige Teamkollegin Celin Bizet Ildhusøy nachnominiert.

## Erfolge
- Norwegischer Meister: 2020
- Norwegischer Pokalsieger: 2020, 2021

## Privates
Im November 2012 vereitelten die 15-jährige Marie Dølvik Markussen und ihr 18-jähriger Bruder Henning einen Einbruch in das Haus ihrer Familie in Tromsø.